# Sturgeon Lake 154B
Sturgeon Lake 154B är ett reservat i Kanada.   Det ligger i provinsen Alberta, i den centrala delen av landet, 3 100 km väster om huvudstaden Ottawa. Sturgeon Lake 154B ligger vid sjön Goose Lake.
I omgivningarna runt Sturgeon Lake 154B växer i huvudsak blandskog. Trakten runt Sturgeon Lake 154B är nära nog obefolkad, med mindre än två invånare per kvadratkilometer.